# Ewiger Medaillenspiegel der Olympischen Winterspiele
Der Ewige Medaillenspiegel der Olympischen Winterspiele zeigt, welches Land bei allen Olympischen Winterspielen absolut gesehen die meisten Medaillen erringen konnte. Bisher wurden bei 24 Winterspielen insgesamt 3499 Medaillen in Sportwettbewerben vergeben. Dabei konnten 43 verschiedene Mannschaften Medaillen erringen. Auszeichnungen bei den Kunstwettbewerben, beim Bergsteigerpreis „Prix olympique d’alpinisme“ und beim Aeronautischen Preis („Prix áeronautique“) sind hierbei nicht berücksichtigt.
Die Liste ist alphabetisch sortiert und kann nach der Anzahl der gewonnenen Gold-, Silber- oder Bronzemedaillen sortiert werden. Berücksichtigt sind die Ergebnisse bis zu den Olympischen Winterspielen 2022 und die Änderungen bezüglich verschiedener Aberkennungen (bis September 2023). Das Internationale Olympische Komitee führt zwar Medaillenspiegel für die einzelnen Spiele, jedoch keinen summierten „ewigen“ Medaillenspiegel.
Besondere Delegation, kein eigentliches NOK

Nicht mehr existent
| Kürzel | Mannschaft                              | Gold | Silber | Bronze | Gesamt | Liste |
| ------ | --------------------------------------- | ---- | ------ | ------ | ------ | ----- |
| AUS    | Australien                              | 6    | 7      | 6      | 19     | Liste |
| BLR    | Belarus                                 | 8    | 7      | 5      | 20     | Liste |
| BEL    | Belgien                                 | 2    | 2      | 4      | 8      | Liste |
| BUL    | Bulgarien                               | 1    | 2      | 3      | 6      | Liste |
| DEN    | Dänemark                                | —    | 1      | —      | 1      | Liste |
| GER    | Deutschland DEU                         | 162  | 155    | 118    | 435    | Liste |
| EST    | Estland                                 | 4    | 2      | 2      | 8      | Liste |
| FIN    | Finnland                                | 45   | 65     | 65     | 175    | Liste |
| FRA    | Frankreich                              | 41   | 42     | 55     | 138    | Liste |
| GBR    | Großbritannien                          | 12   | 5      | 17     | 34     | Liste |
| ITA    | Italien                                 | 42   | 43     | 56     | 141    | Liste |
| JPN    | Japan                                   | 17   | 29     | 30     | 76     | Liste |
| YUG    | Jugoslawien (1920–1992)                 | —    | 3      | 1      | 4      | Liste |
| CAN    | Kanada                                  | 77   | 72     | 76     | 225    | Liste |
| KAZ    | Kasachstan                              | 1    | 3      | 4      | 8      | Liste |
| CRO    | Kroatien                                | 4    | 6      | 1      | 11     | Liste |
| LAT    | Lettland                                | 1    | 3      | 6      | 10     | Liste |
| LIE    | Liechtenstein                           | 2    | 2      | 6      | 10     | Liste |
| LUX    | Luxemburg                               | —    | 2      | —      | 2      | Liste |
| NZL    | Neuseeland                              | 2    | 2      | 2      | 6      | Liste |
| NED    | Niederlande                             | 53   | 49     | 45     | 147    | Liste |
| PRK    | Nordkorea                               | —    | 1      | 1      | 2      | Liste |
| NOR    | Norwegen                                | 148  | 134    | 123    | 405    | Liste |
| OAR    | Olympische Athleten aus Russland (2018) | 2    | 6      | 9      | 17     | Liste |
| AUT    | Österreich                              | 71   | 88     | 91     | 250    | Liste |
| POL    | Polen                                   | 7    | 7      | 9      | 23     | Liste |
| ROU    | Rumänien                                | —    | —      | 1      | 1      | Liste |
| ROC    | Russisches Olympisches Komitee (2022)   | 5    | 12     | 15     | 32     | Liste |
| RUS    | Russland                                | 46   | 39     | 35     | 120    | Liste |
| SWE    | Schweden                                | 65   | 51     | 60     | 176    | Liste |
| SUI    | Schweiz                                 | 63   | 47     | 58     | 168    | Liste |
| SVK    | Slowakei                                | 4    | 4      | 2      | 10     | Liste |
| SLO    | Slowenien                               | 4    | 8      | 12     | 24     | Liste |
| URS    | Sowjetunion (1952–1988)                 | 78   | 57     | 59     | 194    | Liste |
| ESP    | Spanien                                 | 1    | 1      | 3      | 5      | Liste |
| KOR    | Südkorea                                | 33   | 30     | 16     | 79     | Liste |
| CZE    | Tschechien                              | 10   | 11     | 13     | 34     | Liste |
| TCH    | Tschechoslowakei (1920–1992)            | 2    | 8      | 15     | 25     | Liste |
| UKR    | Ukraine                                 | 3    | 2      | 4      | 9      | Liste |
| HUN    | Ungarn                                  | 2    | 2      | 6      | 10     | Liste |
| UZB    | Usbekistan                              | 1    | —      | —      | 1      | Liste |
| USA    | Vereinigte Staaten                      | 114  | 121    | 95     | 330    | Liste |
| EUN    | Vereintes Team (1992)                   | 9    | 6      | 8      | 23     | Liste |
| CHN    | Volksrepublik China                     | 22   | 32     | 23     | 77     | Liste |
|        | Summe                                   | 1170 | 1169   | 1160   | 3499   |       |

|     | Kürzel | Mannschaft                            | Gold | Silber | Bronze | Gesamt |
| --- | ------ | ------------------------------------- | ---- | ------ | ------ | ------ |
| GER | GER    | Deutsches Reich (1928–1936)           | 3    | 3      | 3      | 9      |
| GER | GER    | (West-)Deutschland (1952)             | 3    | 2      | 2      | 7      |
| GER | EUA    | Gesamtdeutsche Mannschaft (1956–1964) | 8    | 6      | 5      | 19     |
| GER | FRG    | __ BR Deutschland (1968–1988)         | 11   | 15     | 13     | 39     |
| GER | GDR    | __ DDR (1968–1988)                    | 39   | 36     | 35     | 110    |
| GER | GER    | Deutschland (seit 1992)               | 98   | 93     | 60     | 251    |

## Beste Platzierungen der Länder ohne Medaillen
Folgende Tabelle ist weniger als eine Rangfolge, sondern mehr als eine Auflistung der jemals erreichten höchsten Platzierung einer Nation bei Olympischen Winterspielen zu verstehen. Eine Vergleichbarkeit ist nur bedingt gegeben, da beispielsweise der 20. Platz von Nigeria im Zweier-Bob der Frauen ein letzter Platz war und andererseits der Äthiopier Robel Teklemariam auf seinem 83. Platz im Skilanglauf noch 16 andere Athleten hinter sich ließ.
| Pl. | Land                         | Jahr | Sportart, Disziplin           | Athleten                                                                          | G. |
| --- | ---------------------------- | ---- | ----------------------------- | --------------------------------------------------------------------------------- | -- |
| 04  | Argentinien                  | 1928 | Bobsport, Vierer              | Eduardo Hope, Justo del Carril, Hector Milberg, Horacio Iglesias, Horacio Gramajo | m  |
| 04  | Irland                       | 2002 | Skeleton                      | Clifton Wrottesley                                                                | m  |
| 05  | Litauen                      | 2002 | Eiskunstlauf, Eistanz         | Margarita Drobiazko, Povilas Vanagas                                              | p  |
| 06  | Israel                       | 2002 | Eiskunstlauf, Eistanz         | Galit Chait, Sergei Sachnowski                                                    | p  |
| 06  | Israel                       | 2022 | Ski alpin, Kombination        | Barnabás Szőllős                                                                  | m  |
| 06  | Monaco                       | 2022 | Bobsport, Zweier              | Rudy Rinaldi, Boris Vain                                                          | m  |
| 08  | Moldau                       | 2006 | Biathlon, 15 km               | Natalia Levcencova                                                                | f  |
| 09  | Brasilien                    | 2006 | Snowboard, Boardercross       | Isabel Clark Ribeiro                                                              | f  |
| 09  | Jamaika                      | 2010 | Freestyle-Skiing, Skicross    | Errol Kerr                                                                        | m  |
| 09  | Andorra                      | 2022 | Ski Alpin, Riesenslalom       | Joan Verdú Sánchez                                                                | m  |
| 10  | Georgien                     | 2006 | Eiskunstlauf, Einzel          | Elene Gedewanischwili                                                             | f  |
| 11  | Chile                        | 1998 | Ski alpin, Kombination        | Thomás Grob                                                                       | m  |
| 11  | Island                       | 1952 | Langlauf, 4 × 10 km Staffel   | Gunnar Pétursson, Ebeneser Þórarinsson, Jón Kristjánsson, Ívar Stefánsson         | m  |
| 11  | Mexiko                       | 1928 | Bobsport, Vierer              | Lorenzo Elízaga, Mario Casasús, Genaro Díaz, José Díaz, Ignacio de Landa          | m  |
| 12  | Aserbaidschan                | 2014 | Eiskunstlauf, Eistanz         | Julija Slobina, Alexei Sitnikow                                                   | p  |
| 13  | Griechenland                 | 2002 | Skeleton                      | Cindy Ninos                                                                       | f  |
| 13  | Südafrika                    | 1960 | Eiskunstlauf, Paarlauf        | Marcelle Matthews, Gwyn Jones                                                     | p  |
| 14  | Serbien                      | 2018 | Ski alpin, Kombination        | Nevena Ignjatović                                                                 | f  |
| 15  | Chinesisch Taipeh            | 1988 | Bobsport, Zweier              | Chen Chin-san, Lee Chen-tan                                                       | m  |
| 15  | Türkei                       | 1968 | Langlauf, 4 × 10 km Staffel   | Rızvan Özbey, Yaşar Ören, Şeref Çınar, Naci Öğün                                  | m  |
| 16  | Amerikanische Jungferninseln | 1988 | Rennrodeln, Einsitzer         | Anne Abernathy                                                                    | f  |
| 17  | Paraguay                     | 2014 | Freestyle-Skiing, Slopestyle  | Julia Marino                                                                      | f  |
| 18  | Hongkong                     | 2006 | Shorttrack, 1000 m            | Han Yueshuang                                                                     | f  |
| 19  | Armenien                     | 1998 | Eiskunstlauf, Paarlauf        | Marija Krasiltsewa, Aleksandr Tschestnich                                         | p  |
| 19  | Armenien                     | 1998 | Freestyle-Skiing, Buckelpiste | Armen Rafajeljan                                                                  | m  |
| 19  | Bermuda                      | 2006 | Skeleton                      | Patrick Singleton                                                                 | m  |
| 19  | Libanon                      | 1980 | Ski alpin, Slalom             | Farida Rahmeh                                                                     | f  |
| 19  | Philippinen                  | 2014 | Eiskunstlauf, Einzel          | Michael Christian Martinez                                                        | m  |
| 20  | Kolumbien                    | 2018 | Eisschnelllauf, 500 m         | Pedro Causil                                                                      | m  |
| 20  | Mongolei                     | 1964 | Eisschnelllauf, 3000 m        | Tsedendschawyn Lchamdschaw                                                        | f  |
| 20  | Nigeria                      | 2018 | Bobsport, Zweier              | Seun Adigun, Akuoma Omeoga, Ngozi Onwumere                                        | f  |
| 20  | Nigeria                      | 2018 | Skeleton                      | Simidele Adeagbo                                                                  | f  |
| 21  | Bosnien und Herzegowina      | 1998 | Ski alpin, Abfahrt            | Enis Bećirbegović                                                                 | m  |
| 21  | Zypern                       | 1984 | Ski alpin, Slalom             | Lina Aristodimou                                                                  | f  |
| 21  | Portugal                     | 1998 | Freestyle-Skiing, Aerials     | Mafalda Pereira                                                                   | f  |
| 24  | Uruguay                      | 1998 | Ski alpin, Slalom             | Gabriel Hottegindre                                                               | m  |
| 25  | Indien                       | 2006 | Rennrodeln, Einsitzer         | Shiva Keshavan                                                                    | m  |
| 25  | Malaysia                     | 2018 | Eiskunstlauf, Einzel          | Julian Yee                                                                        | m  |
| 25  | Puerto Rico                  | 1994 | Bobsport, Vierer              | Liston Bochette, José Ferrer, Jorge Bonnet, Douglas Rosado                        | m  |
| 25  | Serbien und Montenegro       | 2002 | Bobsport, Vierer              | Boris Radenovic, Dalibor Ðurdic, Rašo Vucinic, Vuk Radenovic                      | m  |
| 27  | Guatemala                    | 1988 | Ski alpin, Slalom             | Fiamma Smith                                                                      | f  |
| 27  | Britische Jungferninseln     | 2014 | Freestyle-Skiing, Halfpipe    | Peter Crook                                                                       | m  |
| 28  | Singapur                     | 2018 | Shorttrack, 1500 m            | Cheyenne Goh                                                                      | f  |
| 28  | Venezuela                    | 1998 | Rennrodeln, Einsitzer         | Iginia Boccalandro                                                                | f  |
| 29  | Niederländische Antillen     | 1988 | Bobsport, Zweier              | Bart Carpentier Alting, Bart Drechsel                                             | m  |
| 29  | Nordmazedonien               | 2014 | Ski alpin, Slalom             | Antonio Ristevski                                                                 | m  |
| 30  | Ghana                        | 2018 | Skeleton                      | Akwasi Frimpong                                                                   | m  |
| 30  | Iran                         | 1998 | Ski alpin, Slalom             | Hassan Shemshaki                                                                  | m  |
| 30  | Iran                         | 2014 | Ski alpin, Slalom             | Mohammad Kiyadarbandsari                                                          | m  |
| 32  | Bolivien                     | 2018 | Ski alpin, Slalom             | Simon Breitfuss Kammerlander                                                      | m  |
| 32  | Tonga                        | 2014 | Rennrodeln, Einsitzer         | Bruno Banani                                                                      | m  |
| 32  | Trinidad und Tobago          | 1998 | Bobsport, Zweier              | Gregory Sun, Curtis Harry                                                         | m  |
| 35  | Albanien                     | 2006 | Ski alpin, Riesenslalom       | Erjon Tola                                                                        | m  |
| 36  | Kirgisistan                  | 1998 | Biathlon, 20 km               | Alexander Tropnikow                                                               | m  |
| 37  | Kosovo                       | 2018 | Ski alpin, Kombination        | Albin Tahiri                                                                      | m  |
| 38  | Kenia                        | 2018 | Ski alpin, Super-G            | Sabrina Simader                                                                   | f  |
| 38  | Marokko                      | 1984 | Ski alpin, Slalom             | Ahmad Ouachit                                                                     | m  |
| 38  | Montenegro                   | 2014 | Ski alpin, Slalom             | Tarik Hadžić                                                                      | m  |
| 39  | Amerikanisch-Samoa           | 1994 | Bobsport, Zweier              | Tia Muagututia, Brad Kiltz                                                        | m  |
| 39  | Madagaskar                   | 2006 | Ski alpin, Riesenslalom       | Mathieu Razanakolona                                                              | m  |
| 40  | Algerien                     | 2006 | Ski alpin, Abfahrt            | Christelle Laura Douibi                                                           | f  |
| 40  | San Marino                   | 1984 | Ski alpin, Slalom             | Francesco Cardelli                                                                | m  |
| 41  | Costa Rica                   | 1980 | Ski alpin, Abfahrt            | Arturo Kinch                                                                      | m  |
| 42  | Malta                        | 2014 | Ski alpin, Slalom             | Élise Pellegrin                                                                   | f  |
| 43  | Osttimor                     | 2014 | Ski alpin, Slalom             | Yohan Goutt Goncalves                                                             | m  |
| 44  | Tadschikistan                | 2010 | Ski alpin, Super G            | Andrei Drygin                                                                     | m  |
| 45  | Senegal                      | 1992 | Ski alpin, Abfahrt            | Lamine Guèye                                                                      | m  |
| 46  | Ägypten                      | 1984 | Ski alpin, Slalom             | Jamil El Reedy                                                                    | m  |
| 50  | Honduras                     | 1992 | Langlauf, 15 km               | Jenny Palacios-Stillo                                                             | f  |
| 55  | Fidschi                      | 2002 | Ski alpin, Riesenslalom       | Laurence Thoms                                                                    | m  |
| 55  | Togo                         | 2014 | Ski alpin, Riesenslalom       | Alessia Afi Dipol                                                                 | f  |
| 57  | Peru                         | 2014 | Ski alpin, Riesenslalom       | Ornella Oettl Reyes                                                               | f  |
| 65  | Thailand                     | 2018 | Langlauf, Sprint              | Mark Chanloung                                                                    | m  |
| 57  | Simbabwe                     | 2014 | Ski alpin, Riesenslalom       | Luke Steyn                                                                        | m  |
| 61  | Eritrea                      | 2018 | Ski alpin, Riesenslalom       | Shannon-Ogbani Abeda                                                              | m  |
| 63  | Eswatini                     | 1992 | Ski alpin, Riesenslalom       | Keith Fraser                                                                      | m  |
| 66  | Kamerun                      | 2002 | Langlauf, Sprint              | Isaac Menyoli                                                                     | m  |
| 69  | Cayman Islands               | 2010 | Ski alpin, Riesenslalom       | Dow Travers                                                                       | m  |
| 70  | Nepal                        | 2002 | Langlauf, Sprint              | Jay Khadka                                                                        | m  |
| 71  | Guam                         | 1988 | Biathlon, 10 km               | Judd Bankert                                                                      | m  |
| 71  | Pakistan                     | 2014 | Ski alpin, Riesenslalom       | Muhammad Karim                                                                    | m  |
| 83  | Äthiopien                    | 2006 | Langlauf, 15 km               | Robel Teklemariam                                                                 | m  |
| 112 | Ecuador                      | 2018 | Langlauf, 15 km               | Klaus Jungbluth Rodríguez                                                         | m  |
| DNF | Dominica                     | 2014 | Langlauf, 15 km               | Gary di Silvestri                                                                 | m  |

Anmerkung: G: Geschlecht, m: Männer, f: Frauen, p: Paare